# 348
348（三百四十八、さんびゃくよんじゅうはち）は自然数、また整数において、347の次で349の前の数である。

## 性質
- 348は合成数であり、約数は 1, 2, 3, 4, 6, 12, 29, 58, 87, 116, 174, 348 である。
  - 約数の和は840。
    - 81番目の過剰数である。1つ前は342、次は350。

  - 約数の和の平均が整数になる10番目の数である。1つ前は276、次は376。
- 約数の和が348になる数は1個ある。(347) 約数の和1個で表せる70番目の数である。1つ前は338、次は350。
- 各位の和が15になる17番目の数である。1つ前は339、次は357。
- 各位の立方和が603になる最小の数である。次は384。(オンライン整数列大辞典の数列 A055012)
  - 各位の立方和が n になる最小の数である。1つ前の602は12557、次の604は1348。(オンライン整数列大辞典の数列 A165370)
- 348 = 22 × 3 × 29
  - 3つの異なる素因数の積で p2 × q × r の形で表せる22番目の数である。1つ前は342、次は350。(オンライン整数列大辞典の数列 A085987)

## その他 348 に関連すること
- 西暦348年
- フェラーリ・348
- 年始からの数え日数が348日目に当てはまるのは、12月14日。